# Tasman
Tasman es el nombre del motor de renderizado incluido por primera vez con la versión 5 de Internet Explorer para Mac e incluido en otras aplicaciones para el sistema operativo Mac OS X.

## Desarrollo
Tantek Çelik lideró el equipo de desarrollo de Tasman. El principal objetivo fue mejorar la implementación de estándares propuestos por el World Wide Web Consortium. En el momento de su lanzamiento fue reconocido por tener el mejor soporte para HTML y hojas de estilo en cascada de la época.
Aunque el desarrollo de Internet Explorar para Mac fue cancelado en 2001, nuevas versiones de Tasman fueron incorporadas en otras aplicaciones.

## Historia
La primera versión de Tasman, conocida como "v0", apareció incluida en Internet Explorer 5 Macintosh Edition el 27 de marzo de 2000. Una versión mejorada, la versión 0.1, fue incluida en Internet Explorer 5.1 for Mac.
El 15 de mayo de 2003 Microsoft comenzó a distribuir MSN for Mac OS X previo pago de una suscripción. Este navegador web incluía la nueva versión 0.9 de Tasman. Entre las mejoras de esta versión se incluyen:
- Implementación completa de Unicode.
- Mejor soporte para hojas de estilo en cascada, incluyendo selectores de CSS 3,[5] perfil CSS para televisores y reglas @media.
- Mejor soporte para Document Object Model, incluyendo DOM 1 Core, DOM 2 Core, DOM 2 Style, y DOM 2 Events. También se mejoró la compatibilidad de la implementación de DOM de Internet Explorer para Microsoft Windows.
- Soporte para XHTML 1.0 y 1.1, aunque no está activado.
- Mejor soporte para características de Mac OS X como CoreGraphics, ATSUI y CFSocket.

Por un tiempo, la motivación para el desarrollo de Tasman fueron los proyectos de decodificador de televisión que estaba desarrollando Microsoft. Sin embargo, ninguno de estos proyectos llegó a ser lanzado.
El 11 de mayo de 2004 Microsoft comenzó a distribuir Microsoft Office 2004 para Mac que incorpora la versión 1.0 de Tasman en el cliente de correo electrónico Entourage.